# Carnac
Carnac [kaʁnak] (bretonsky Karnag) je francouzská obec v departementu Morbihan v regionu Bretaň. Je proslavená svými neolitickými menhiry, jež se nacházejí v jejím okolí. Nejznámější jsou tzv. „megalitické řady“ (alignements mégalithiques) tvořené několika tisíci menhirů rozestavěných v souběžných či vějířovitých řadách v délce asi 1 km.

## Poloha
Carnac se nachází u zálivu Morbihan na jižním pobřeží Bretaně na severozápadě Francie. Obklopují ji obce Ploemel na severu, La Trinité-sur-Mer na severovýchodě a na východě, Locmariaquer na jihovýchodě, Saint-Pierre-Quiberon na jihu a na jihozápadě a Plouharnel na západě a severozápadě.

## Vývoj počtu obyvatel
Počet obyvatel

## Historie
Oblast Carnacu byla osídlena již v 5. tisíciletí př. n. l. Mohyla Saint-Michel byla postavena mezi 5000 a 3400 př. n. l. v období neolitu. Její základna má rozměry 125 × 60 metrů a její výška je 12 m. Obsahuje 35 000 m3 kamení a země. Hrob významného člena obsahoval rozličné funerální předměty, které jsou vystaveny v Musée de préhistoire v Carnacu.
Megalitické řady vznikly v období 4000 až 2000 let př. n. l. O tvůrcích těchto menhirů není nic známo.
V roce 1864 se čtvrť La Trinité-sur-Mer se svým přístavem osamostatnila a o rok později se stala samostatnou farností.
V roce 1903 byly v bývalých salinách zřízeny lázně.

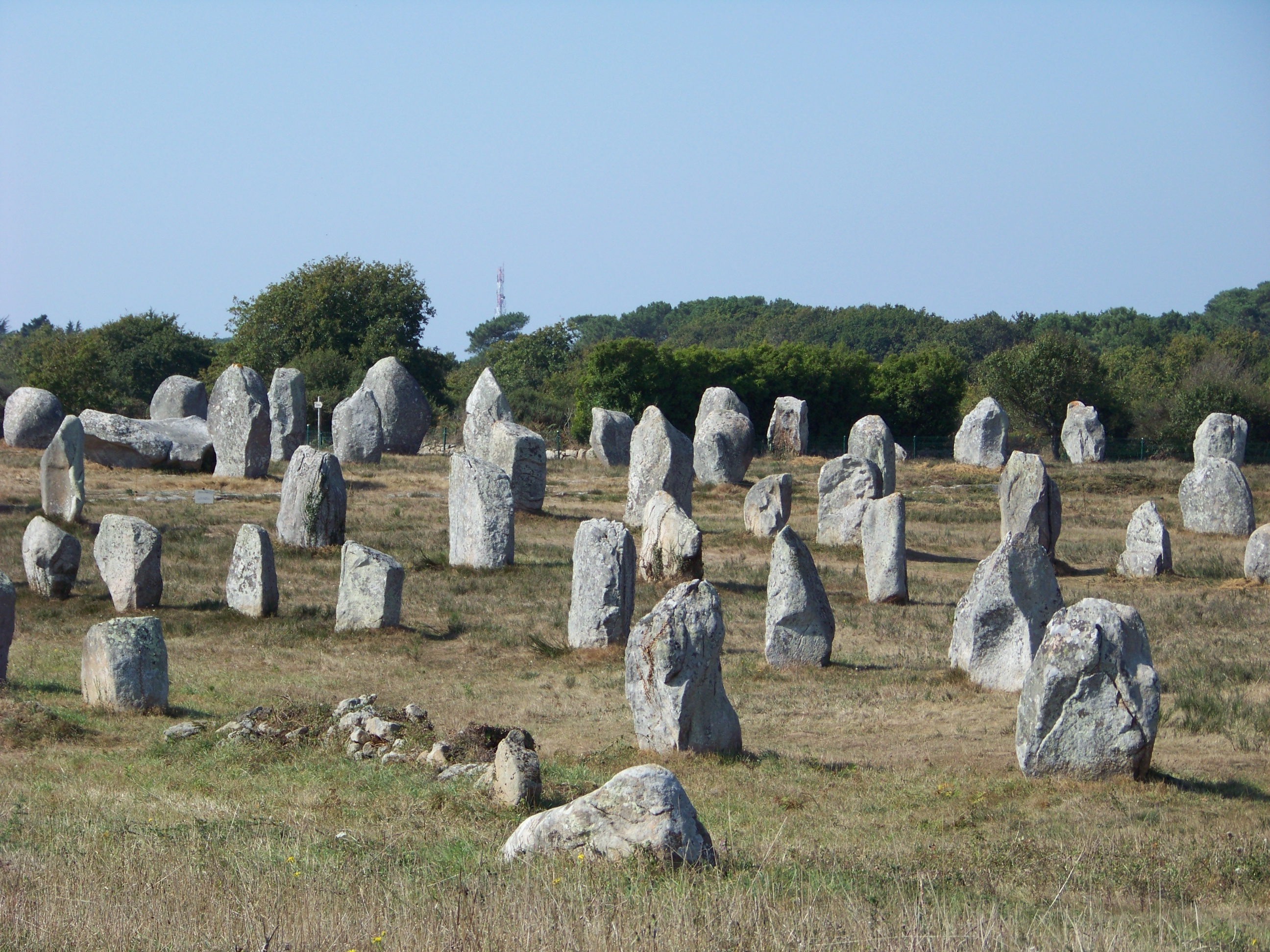
Megalitické řady

## Pamětihodnosti
- megalitické řady – téměř 3000 menhirů z místního kamene rozestavěných do dlouhých řad
- množství mohyl, kamenných alejí, dolmenů a kruhů
- kostel Saint-Cornély ze 17. a 18. století. Podle legendy sv. Kornélius poté, co byl vypovězen z Říma a pronásledován římskými legiemi až do Bretaně, zde, protože se ocitl na samé západní hranici Evropy a nemohl pokračovat dále, proměnil římské vojáky v kameny, dnešní menhiry
- vesnice Saint-Colomban ze 16. století
- kaple La Madeleine
- vesnice Kerguéarec bývala dříve leprosérií, její kaple byla obnovena v roce 1976
- kaple Saint-Michel
- Maison des mégalithes (muzeum)
- Musée de préhistoire
- Mohyla Saint-Michel
- Dolmen Mané-Kerioned

## Turistika
Po druhé světové válce se Carnac stal vyhledávaným turistickým cílem. Přestože pláže v Bretani nenabízejí tak teplou vodu jako Francouzská riviéra, zdejší vody přejí sportovnímu rybolovu, jachtingu a windsurfingu. Carnac proto nadále zůstává turisticky populární.